# Mosquiter de Gansu
El mosquiter de Gansu (Phylloscopus kansuensis) és una espècie d'ocell de la família dels fil·loscòpids (Phylloscopidae). És endèmic de les províncies xineses de Gansu i Qinghai. Els seus hàbitats principals són els boscos temperats. El seu estat de conservació es considera de risc mínim.